# Síndrome de Kessler

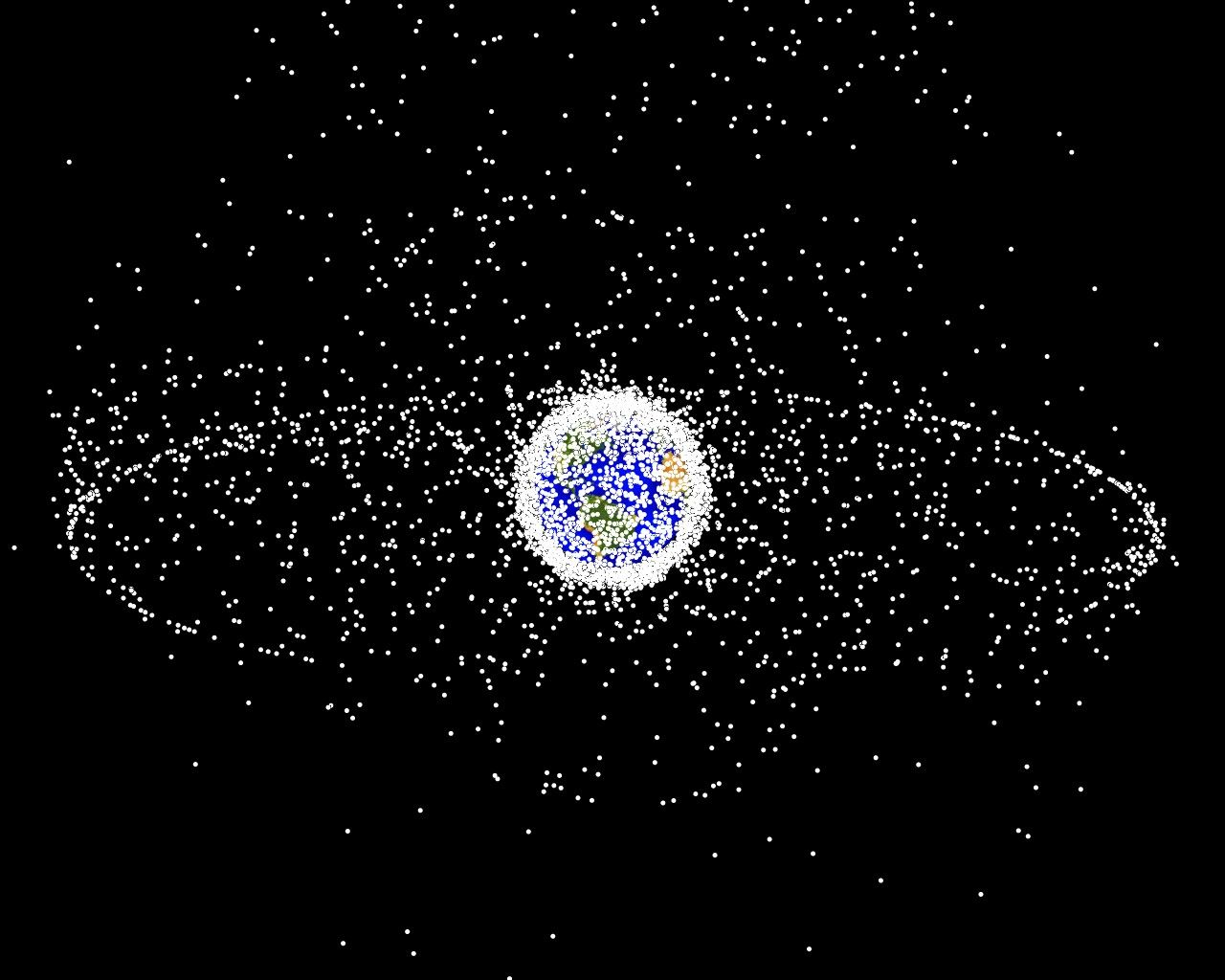
Poblaciones de desechos espaciales vistas desde fuera de la órbita geosíncrona (GEO). Hay dos campos de escombros principales: el anillo de objetos en GEO y la nube de objetos en órbita baja terrestre (LEO)

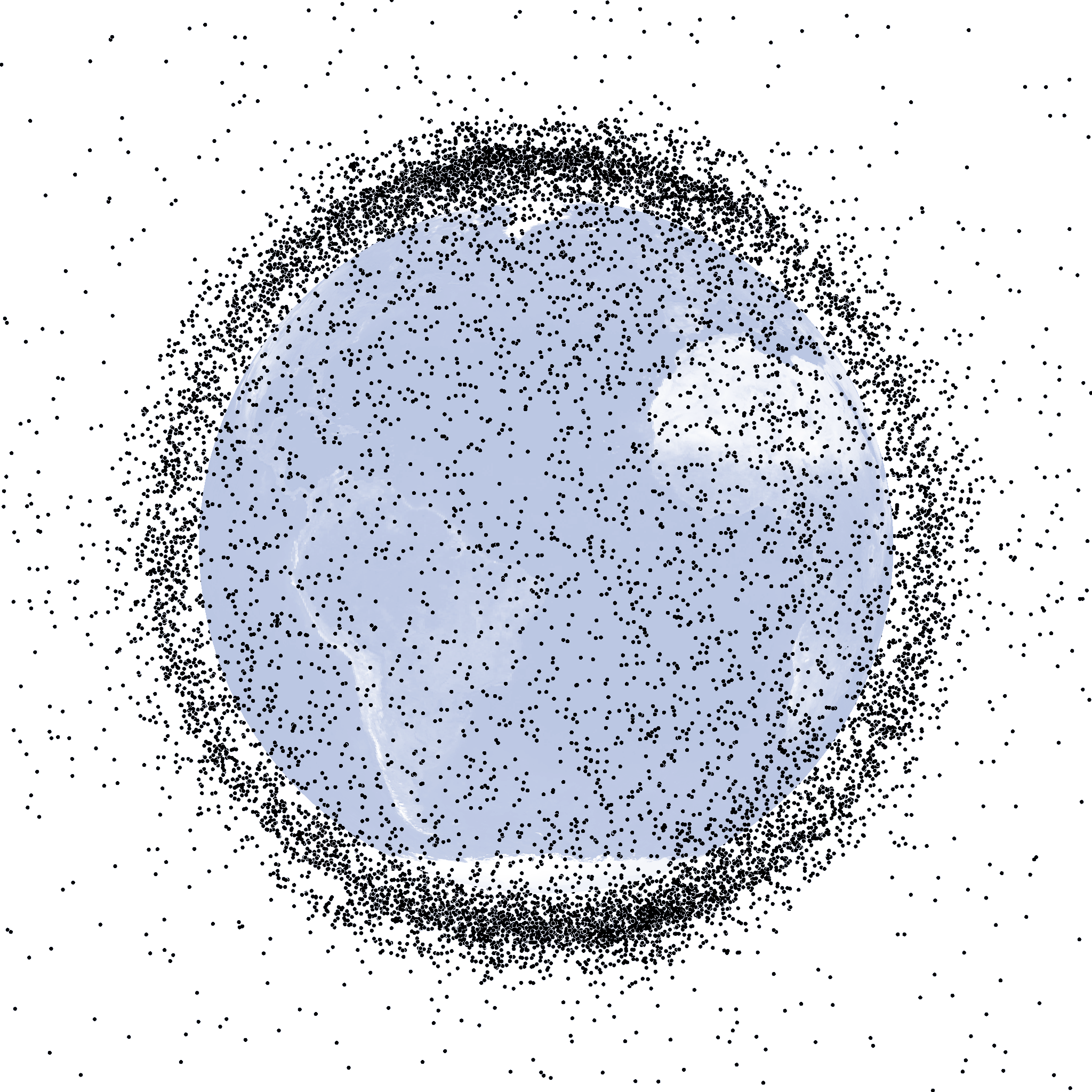
Imagen hecha con los modelos utilizados para rastrear los desechos en la órbita terrestre

El síndrome de Kessler o cascada de ablación es un escenario propuesto por el consultor de la NASA Donald J. Kessler en el cual el volumen de basura espacial en órbita baja terrestre sería tan alto que los objetos en órbita serían impactados con frecuencia por la basura, creándose así aún más basura y un mayor riesgo de otros impactos sobre otros objetos. A medida que el número de satélites en órbita crece y los viejos satélites se acumulan, aumenta el riesgo de este escenario de colisiones en cascada de Kessler.

## Problemática
El síndrome de Kessler es especialmente peligroso debido al efecto dominó y a la retroalimentación positiva. Cualquier impacto entre dos objetos de masa importante creará una basura adicional de metralla resultante de la fuerza de la colisión. Cada pedazo de metralla tiene el potencial de causar un daño adicional en otros objetos orbitando, creándose así más basura espacial. Con una colisión bastante grande (tal como una entre una estación espacial y un satélite), la cantidad de basura generada podría ser lo suficientemente alta como para hacer la órbita baja de la tierra inutilizable.
La basura espacial es muy difícil de tratar directamente, debido a las altas velocidades en sus órbitas y el pequeño tamaño de la mayoría de la basura. Eso haría la recuperación y la eliminación extremadamente difícil e improbable. La mayoría de la basura en órbita baja de la tierra sucumbiría eventualmente a la resistencia del aire en la extremadamente tenue alta atmósfera, pero el proceso requeriría cientos o miles de años. Si esta basura fuera susceptible magnéticamente, podría caer en algunas décadas debido a la fricción con el campo magnético terrestre.
Para reducir al mínimo la posibilidad de dañar otros vehículos, las nuevas misiones se diseñan de forma que los vehículos o satélites puedan ser desechados de forma segura al final de su vida útil, por ejemplo por medio de una reentrada controlada en la atmósfera en caso de órbitas bajas o el ascenso a una órbita cementerio en el caso de ocupar la órbita geoestacionaria.
La fricción del aire en las órbitas más bajas mantiene las zonas limpias. Para altitudes por debajo de 500 kilómetros, los objetos serían barridos en cuestión de meses. En el caso de la órbita geoestacionaria, muy poblada de satélites, esto no ocurriría, por lo que los satélites viejos se suben a órbitas más altas donde no se puedan cruzar con los que están en órbita geoestacionaria a fin de preservar esta última.

## Caso hipotético

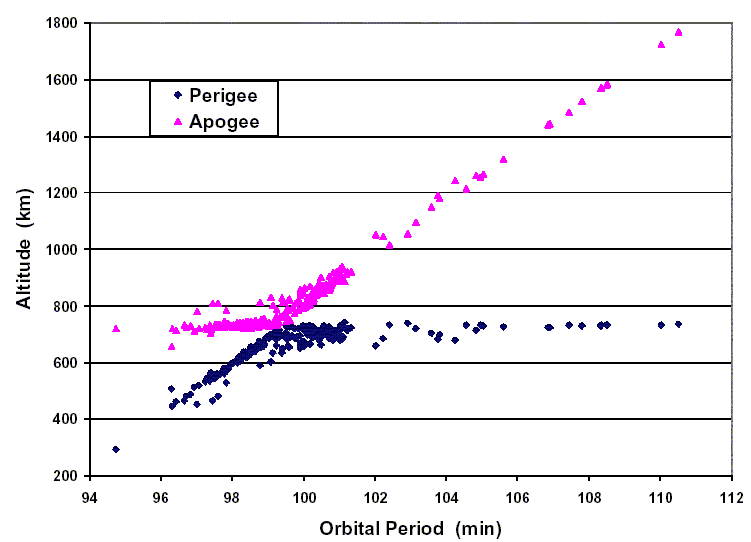
Diagrama de Gabbard de casi 300 piezas de escombros de la desintegración de la tercera etapa de cinco meses del cohete chino Larga Marcha 4 el 11 de marzo de 2000.

Si un micrometeorito impactase en un satélite de una manera tal que el combustible y el oxidante usados para maniobras pudieran entrar en contacto el uno con el otro, la explosión resultante crearía metralla metálica que podría a su vez impactar sobre otros cuerpos en una órbita similar. Esto podría dar lugar a una especie de reacción en cadena, haciendo estallar en una secuencia rápida tales cuerpos que terminaría solamente cuando todos los objetos en órbita hayan sido destruidos. Una situación de este tipo se ha plasmado cinematográficamente en el filme Gravity.
El campo de residuos de alta energía que resultase podría imposibilitar el acceso al espacio (síndrome de Kessler). A medida que sigue aumentando el número de satélites y cantidad de basura en órbita, también aumenta la probabilidad de tales acontecimientos.

## Limpieza
Una tecnología para los fragmentos más grandes es un láser en tierra de millones de megavatios de potencia que se podría utilizar para apuntar a los fragmentos. Cuando la luz láser golpea un fragmento, un lado del fragmento se vaporizaría, creando un empuje que cambiaría la excentricidad de la órbita de los restos del fragmento hasta que volviera a entrar nuevamente en la Tierra y así ser destruido, pero ésta es solo una hipótesis.
Para los fragmentos muy pequeños, no se conoce ninguna tecnología que pueda recoger y ocuparse de los muchos existentes en diferentes planos orbitales.